# Fredy Gröbli
Fredy Gröbli (* 2. Mai 1930 in Basel; † 20. Juli 2020 ebenda) war ein Schweizer Bibliothekar. Er leitete die Universitätsbibliothek Basel während über 20 Jahren. Er prägte ihre Modernisierung und wirkte an der schweizweiten Vereinheitlichung der Katalogisierung und am Aufbau eines schweizweiten Netzwerks der Bibliotheken mit.

## Leben und Wirken
Fredy Gröbli wurde am 2. Mai in Basel 1930 als Sohn eines Bankangestellten geboren. Dort besuchte er die obligatorischen Schulen und legte 1949 am Realgymnasium in Basel die Matura ab. Anschliessend studierte er Geschichte und Deutsche Philologie an der Universität Basel. Vor seinem Abschluss absolvierte er ein zweijähriges Volontariat in der Buchhandlung Helbling & Lichtenhahn. Anschliessend schloss er sein Studium 1973 mit einer Dissertation über die Beziehungen zwischen Frankreich und der Eidgenossenschaft im frühen 18. Jahrhundert ab. Ab 1961 arbeitete Gröbli als wissenschaftlicher Assistent an der Universitätsbibliothek Basel. Später wurde er als Bibliothekar mit der Betreuung der Gebiete Geschichte und Geographie sowie des Buch- und Bibliothekswesens betraut. Daneben unterrichtete er Bibliographie an der Buchhändlerschule des Kaufmännischen Vereins und in Einführungskursen der Schweizerischen Vereinigung für Dokumentation. Er war auch Mitglied der Kommission für Diplomprüfungen der Vereinigung Schweizerischer Bibliothekare. Zudem präsidierte er die Arbeitsgruppe, welche die gesamtschweizerische Vereinheitlichung der Katalogisierungsinstruktion erarbeitete. Auf Ende 1995 trat er in den Ruhestand.
Am 20. Juli 2020 starb Fredy Gröbli in Basel.

## Berufliche Schwerpunkte
Gröbli leitete von 1974 bis 1995 in der so genannten Zeit des Umbruchs die grösste und älteste Bibliothek der Schweiz, die Öffentliche Bibliothek der Universität Basel. Es war die Zeit, als die Informatik Einzug in die Bibliotheken hielt. 1976 kam die erste elektrische Schreibmaschine an der Universitätsbibliothek in Gebrauch. 1980 flimmerte der erste Bildschirm an der Universitätsbibliothek. 1980 regte Gröbli die Einführung der elektronischen Datenverarbeitung in der Öffentlichen Bibliothek der Universität Basel an. Der Grosse Rat stimmte dem Konzept und dem notwendigen Kredit zu.
Das von Gröbli entwickelte System der Literaturversorgung sah vor, dass die Literatur gesamthaft am Ort der voraussichtlich intensivsten Benutzung angeboten wird. So entstand 1977 die Medizinbibliothek und 1988 die Wirtschaftswissenschaftliche Bibliothek. Noch vor seiner Pensionierung konnte Gröbli die lang angestrebte Freihandbibliothek der Universitätsbibliothek eröffnen. 
Auf nationaler Ebene trug er konstruktiv zur gesamtschweizerischen Vereinheitlichung der Katalogisierung, unabhängig von den Sprachregionen, bei. So fanden die SIBIL- (Système informatisé pour les bibliothèques de Lausanne) und REBUS-Anhänger zu einer gemeinsamen Katalogisierungslösung.